# MOMO・SORA・SHIINA Talking Box
『MOMO・SORA・SHINA Talking Box』（モモ・ソラ・シイナ トーキングボックス）は、文化放送制作のラジオ番組（アニラジ）である。
2024年3月31日（30日深夜）の放送で放送300回を迎えた。

## パーソナリティとそれぞれのタイトル
TrySailの3人が週替わり形式でそれぞれ交代で、1人ずつ冠番組として、出演するラジオ番組。
- 麻倉もも - 麻倉もものラジオの時間だよ～(o・∇・o)（あさくらもものラジオのじかんだよ〜）
- 雨宮天 - 雨宮天のRadio青天井（あまみやそらのレディオあおてんじょう）
- 夏川椎菜 - 夏川椎菜のラジオ聞いてほしーな。（なつかわしいなのラジオきいてほしーな）

## 共通コーナー
- 普通のお便り

麻倉もも、雨宮天、夏川椎菜、3人それぞれの、関連情報の感想を考えたリスナーのメールが多くなっている。それ以外は採用されにくい。
- つないでトーキングボックス→つないでワンミニッツ

このコーナーでは次の放送を担当するメンバーへの質問を書いてボックスに入れる。「つないでワンミニッツ」に改題後は1分でテーマトークをする形になる。

### 過去のコーナー
- マギアレコード インフォメーション

【マギアレコード 魔法少女まどか☆マギカ外伝】の告知コーナー（このコーナーがCM代わり（インフォマーシャル）となっている。）。
お便りが採用されたすべてのリスナーに、夏川、麻倉、雨宮のいずれかがパーソナリティを担当している番組のステッカーがプレゼントされる。

## 放送時間
- 2018年7月8日（7日深夜） - 2019年3月31日（30日深夜）：日曜日（土曜深夜）2:00 - 2:30

この放送期間中に1～2回、野球放送延長による繰り下げや番組休止があった。
- 2019年4月1日 - 2020年3月23日：月曜日21:00 - 21:30

2019年4月 - 9月分は、一部放送回が「文化放送ライオンズナイター」の中継カードの都合上、同じ週の木曜日や金曜日に振替放送した分もあった。
- 2020年4月5日（4日深夜） - 2025年3月30日（29日深夜）：日曜日（土曜深夜）2:00 - 2:30
- 2025年4月8日（7日深夜） - ：月曜日（日曜深夜）1:30 - 2:00

## 特別番組

### MOMO・SORA・SHIINA・MOE Talking Box
MOMO・SORA・SHIINA・MOE Talking Box（モモ・ソラ・シイナ・モエ トーキングボックス）は、2019年4月1日に文化放送で放送されたラジオの特別番組である。
レギュラー版の月曜21時台前半への放送枠引っ越しを記念して、特別版として放送。
TrySailの3人に加え、A&Gオールスターで共演した声優の豊田萌絵がゲスト出演した。

### 雨宮天の語れ!青の歌謡曲!スペシャル
雨宮天の語れ!青の歌謡曲!スペシャル（あまみやそらのかたれ!あおのかようきょく!スペシャル）は、『雨宮天のRadio青天井』で放送されているコーナー「語れ!青の歌謡曲!」をベースとした特別番組。タイトルは文化放送で1968年から2021年にかけて放送されていた深夜番組『日野ミッドナイトグラフィティ 走れ!歌謡曲』に由来する。
第1弾は2021年6月15日（火曜日）20時 - 21時（「文化放送ライオンズナイタースペシャル」枠）、第2弾は2023年2月10日（金曜日）19時 - 20時30分（「文化放送フライデープレミアム」枠）に放送された。第3弾は2025年5月25日と6月8日（いずれも日曜日）19時30分 - 20時（『魔法少女まどか☆マギカ Radio Exedra Special Edition』として）に放送された。